# ترک‌سازی

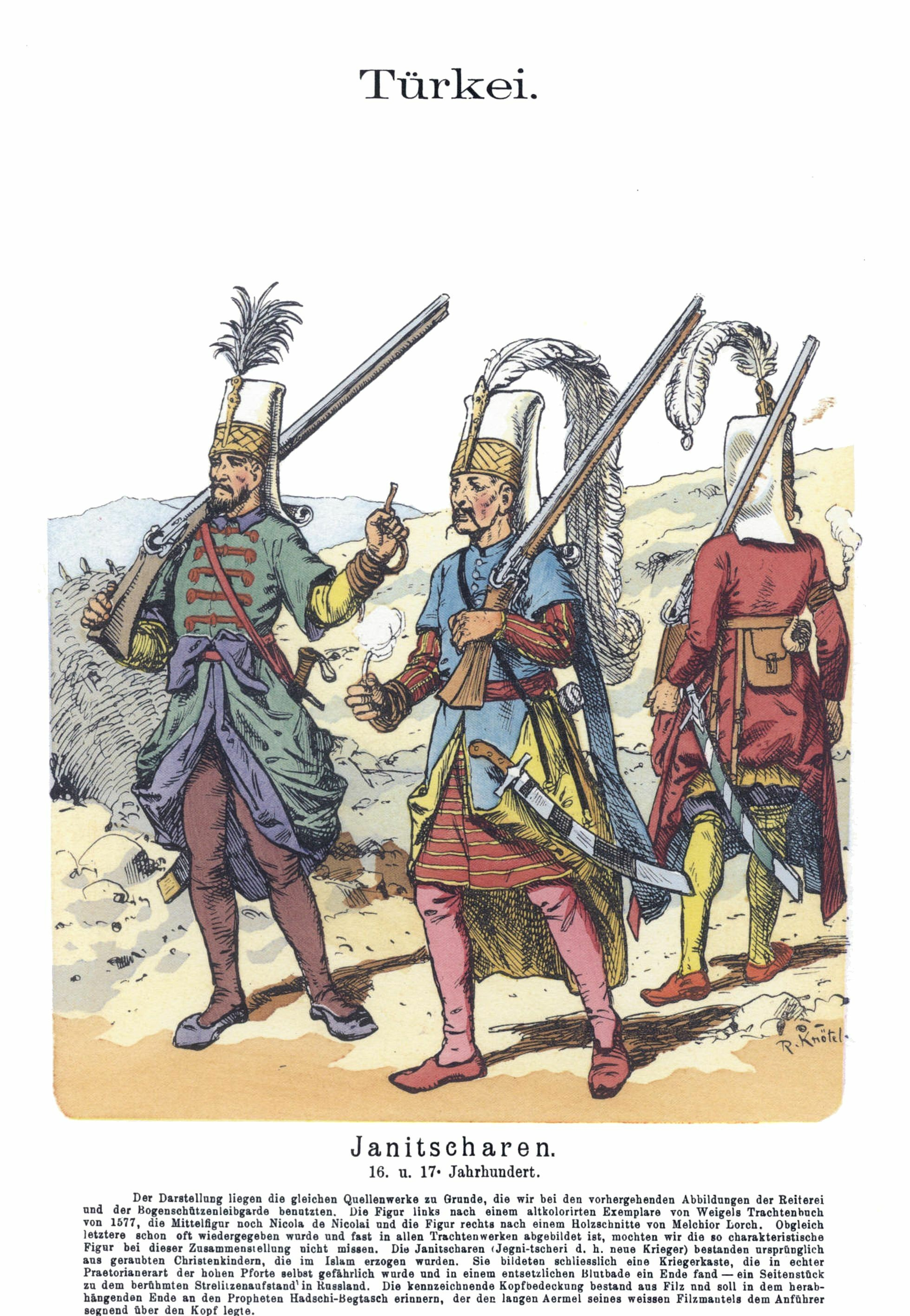
بیشتر سربازان ینی‌چری در ارتش عثمانی تباری مسیحی و اهل بالکان داشتند

تُرک‌سازی (به انگلیسی:Turkification) (به زبان ترکی استانبولی: Türkleşme به معنای ترک‌سازی اختیاری یا Türkleştirme به معنای ترک‌سازی اجباری) در اصطلاح به فرایند فرهنگی یا سیاسی می‌گویند که فرد یا موضوعی را که ماهیت ترکی ندارد به اختیار یا به اجبار هویت ترکی بدهند. این اصطلاح می‌تواند در ارتباط با مردمانی از اقوام دیگر و در مناطقی همچون آناتولی، بالکان، قفقاز یا خاورمیانه تعریف شود. از نظریه‌پردازان اصلی ترک‌سازی، یهودی مسلمان‌شده‌ای به نام معز کوهن (مونس تکین‌آلپ) بود که فرایند ترک‌سازی اجباری را در نوشتاری به نام ترک‌سازی (Türkleştirme) در سال ۱۹۲۸ منتشر کرد.

## پدیدارشدن ترک‌ها در آناتولی

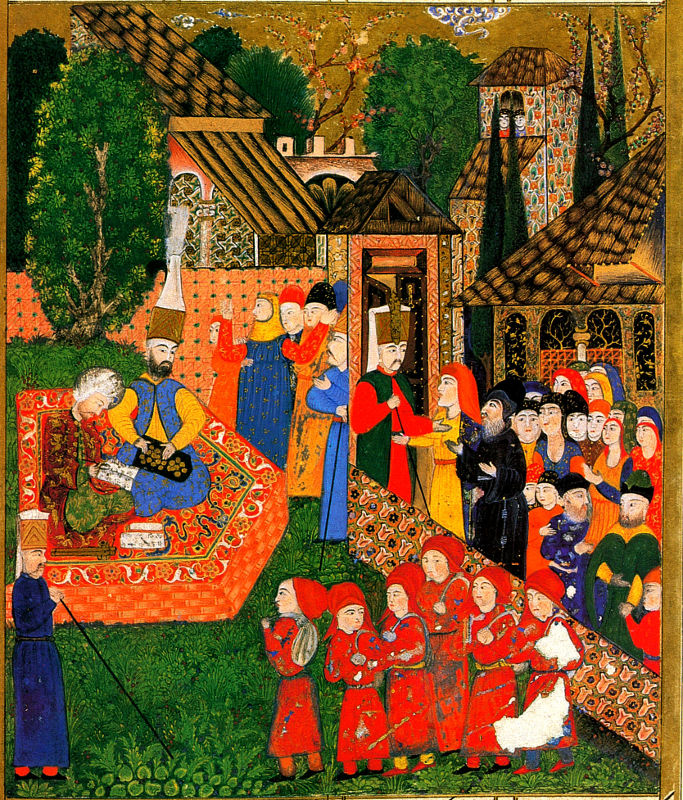
Illustration of the registration of Christian boys for the devşirme. Ottoman miniature painting, 1558.

آناتولی از دوران قدیم، خانهٔ مردمان گوناگونی بود که از آن جمله ایرانیان آشوریان، هیتی‌ها، لووی‌ها، هوری‌ها، ارمنی‌ها، یونانی‌ها، کیمری‌ها، سکاها، گرجی‌ها، کردها، کولخیسی‌ها، کاریایی‌ها، لیدیایی‌ها، لیقیه‌ای‌ها، فریگیهای‌ها، عرب‌ها، کردوها، کاپادوکیهای‌ها و کیلیکیه‌ای‌ها و بسیاری دیگر بودند.
حضور یونانی‌ها در طول بسیاری از سواحل باعث شد تا بسیاری از این مردم تحت تأثیر یونان زبان خود را از دست داده و هلنی شوند. مخصوصاً در شهرها و در سواحل غربی و جنوبی رومیان تأثیر زیادی گذاشتند. با این حال کماکان در شمال و شرق و علی‌الخصوص در روستاها بسیاری از گویشوران زبان‌های بومی مانند ارمنیان و آشوریان زندگی می‌کردند. اما در زمانی که ترکان برای نخستین بار در سدهٔ یازدهم میلادی در این مناطق ظاهر شدند، فرهنگ یونانی تأثیر زیادی نداشت." علی‌الخصوص در سرحدات، بیزانسی‌ها کسانی که به فرقهٔ مسیحی (غیر ارتودوکس) گرایش داشتند را آزار می‌دادند و این موجب شده بود که گرایش به فرهنگ یونانی در آن مناطق کمتر شود. بیزانسی‌ها پیوسته گروه‌های بزرگی از مردم را برای یکسان‌سازی مذهبی و زبان یونانی مهاجرت می‌دادند. آن‌ها همچنین کوشش می‌کردند تا تعداد زیادی از ارمنی‌ها را همگون کنند؛ در نتیجه در سدهٔ یازدهم میلادی، اشراف ارمنی از سرزمین‌های خود کوچ و به غرب آناتولی مهاجرت کردند. نتیجهٔ غیرقابل پیش‌بینی این رفتار، از دست رفتن فرماندهی نظامی محلی در مرزهای شرقی بود که راه را برای مهاجمان ترک باز کرد. در آغاز سدهٔ یازدهم جنگ با ترک‌ها، موجب کشته‌شدن بسیاری از مردمان بومی شد و بسیاری از مردم هم به غلامی و بردگی گرفته شدند. در سدهٔ یازدهم میلادی تُرکان سلجوقی که طایفه‌ای از تُرکان اُغوز بودند، یک امپراتوری تشکیل دادند که از آمودریا تا خلیج فارس و از هندوستان تا دریای مدیترانه گسترش داشت. این امپراتوری شامل بیشتر مناطق ایران، بین‌النهرین، سوریه و فلسطین بود. پیشرفت آن‌ها نشانگر آغاز قدرت تُرک‌ها در خاورمیانه بود و به مرور موجب اِسکان آن‌ها شد. در زمان پادشاهی آلپ ارسلان و ملکشاه، امپراتوری سلجوقی گسترش یافت تا تمام ایران و بین‌النهرین و سوریه از جمله فلسطین را شامل شود. در سال ۱۰۷۱ میلادی، آلپ ارسلان ارتش قدرتمند امپراتوری بیزانس را در نبرد ملازگرد شکست داد و رومانوس چهارم (امپراتور بیزانس) را به اسارت گرفت. این پیروزی راه را برای اِسکان اقوام ترکمن در آناتولی باز کرد و در ادامه توسط قبایل تُرک آناتولی، امپراتوری عثمانی ایجاد شد که در سده‌های پانزدهم و شانزدهم یکی از قدرتمندترین کشورها در جهان بود. دورهٔ امپراتوری عثمانی بیش از ششصد سال به طول انجامید. این امپراتوری در اوج خود بر بخش اعظم جنوب‌شرقی اروپا تا دروازه‌های وین و از جمله مجارستان، منطقه بالکان، یونان، اوکراین و بخش‌هایی از خاورمیانه شامل عراق، سوریه، اسرائیل و مصر، شمال آفریقا تا الجزایر و بخش‌های بزرگی از شبه‌جزیرهٔ عربستان حکومت می‌کرد.
با خالی‌شدن این نواحی از سکنه، قبایل ترک به این نواحی کوچ کردند. با توجه به اینکه ترکان مناطق طبیعی متفاوتی را در یک سرزمین تصاحب کرده بودند، تغییری در شیوهٔ زندگی ایشان ایجاد شد و تعداد کمتری به گله‌داری و کوچ نشینی پرداختند. با این حال اسباب ترک شدن این منطقه کمتر به‌خاطر ازدواج ترکان با مردم بومی بود و این تغییر بیشتر به علت تغییر مذهب بسیاری از مسیحیان و غیرمسیحیان به اسلام و تغییر زبان‌شان به زبان ترکی ایجاد شد. علت این تُرکیدگی مردمان بومی نخست ضعف فرهنگ یونانی در اغلب جمعیت بود و اینکه مردم اشغال شده ترجیح می‌دادند تا به این شیوه مایملک و دارایی‌های خود را حفظ کنند. یکی از نشانه‌های تُرکیدگی در دههٔ ۱۳۳۰ میلادی رخ داد. در آن زمان نام‌های یونانی آناتولی را به نام‌های ترکی تغییر دادند.
اندرو مانگو می‌گوید:
«ملت ترک در طول قرونی که سلجوقیان و عثمانیان قدرت داشتند، شکل گرفت. قبایل ترک مهاجم، مردمان بومی را جایگزین نکردند بلکه با آن‌ها وصلت کردند. در این میان مردمان هِلِنی آناتولی (یونانیان)، ارمنی‌ها، مردم قفقاز، کردها، آشوری‌ها و در بالکان اسلاوها، آلبانیایی‌ها و دیگران بودند. پس از اینکه این مردم مسلمان و ترک شدند، از طریق سرزمین‌های شمال دریای سیاه و قفقاز با دانشمند عرب یا هنرمند ایرانی با ماجراجوی اروپایی پیوند خوردند و در نتیجه ترک‌های امروزی، گروه‌های قومی متعددی را در خود نمایش می‌دهند. برخی از آن‌ها شرقی هستند، برخی دیگر خصوصیات بومی آناتولی دارند؛ برخی از ایشان بازماندگان اسلاوها، آلبانی‌ها یا چرکس‌ها هستند. برخی دیگر پوست تیره دارند، بسیاری مدیترانه‌ای هستند، برخی از آسیای مرکزی و بسیاری هم شبیه ایرانیان‌اند. تعدادی که از لحاظ شماره اندک‌اند اما از جهت بازرگانی و دانشی مهم هستند، بازماندگان یهودیانی‌اند که از دین یهود به اسلام تغییر مذهب دادند. اما همگی ترک هستند.»

## عنوان نادرست ترک
واژهٔ تُرک در گذشته تنها برای روستاییان آناتولی در سدهٔ نوزده مورد استفاده بود. بزرگان عثمانی خودشان را ترک نمی‌خواندند و عثمانی معرفی می‌کردند در حالی که منابع معتبر علمی از جمله دانشنامهٔ بریتانیکا، این امپراتوری را بنیانگذاری شده توسط قبایل تُرک و منتسب به عثمان یکم که از روسای قبایل تُرکمان بود معرفی می‌کنند. در سدهٔ نوزدهم زمانی که ایده‌های ناسیونالیستی اروپاییان به عثمانی رسید و معلوم شد که ترک‌زبانان عثمانی، وفادارترین گروه به عثمانی هستند، این واژه مفهوم مثبت‌تری گرفت. در زمان عثمانی سیستم میلت جامعه را بر اساس مذهب تعریف می‌کرد و بر این پایه، روستاییان تنها زمانی ترک شناخته می‌شدند که مسلمان سنی می‌بودند. ترک‌زبانان یهودی، مسیحی و حتی علوی‌ها ترک نبودند. از جهت دیگر کردزبان‌ها یا عرب‌زبان‌های سنی شرق آناتولی هم ترک محسوب می‌شدند. این نامگذاری نادرست عنوان ترک در میان مردمان غرب آناتولی برای گروه‌های قومی دیگر هم دیده می‌شود؛ مثلاً عنوان کرد را هم به تمام کسانی که در شرق آدانا باشند اطلاق می‌کنند حتی اگر ترک‌زبان باشند. بنابراین واژهٔ ترک در ترکیه مفهوم واحدی ندارد. در سال‌های اخیر برخی سیاستمداران کوشش کردند تا مفهوم چند فرهنگی‌تری را برای واژهٔ ترک بیابند که ترک را شهروند کشور ترکیه تعریف کند.

## نتایج آزمایش‌های ژنتیکی برای تأیید فرضیهٔ ترک‌سازی مردم آناتولی، قفقاز و بالکان
منطقهٔ آناتولی در طول تاریخ منطقهٔ مهمی از جهت مهاجرت‌های گوناگون مردمان قفقازی، هند و اروپایی، سامی و ترک‌تبار بوده و افزون‌بر آن گروه‌های مختلف بومی هم در آنجا حضور داشتند. در اواخر دوران امپراتوری روم و پیش از تهاجم ترکان از آسیای مرکزی، جمعیت این منطقه به بیش از دوازده میلیون تن بالغ می‌شد. موضوع شارش ژن از آسیای مرکزی بر خزانهٔ ژنی مردم ترک و تأثیر تهاجم ترکان بر مردم آناتولی، بارها مورد مطالعه قرار گرفته است. نتیجهٔ این تحقیقات نشان داده که گروه‌های بومی آناتولی (پیش از تهاجم ترکان شرقی) منبع اصلی جمعیت ترک‌زبانان امروز در آناتولی هستند. دی‌ان‌ای این ترکان بر خلاف ارتباط نزدیک زبانشان، عدم وجود ارتباط ژنی قوی با مغولان را نشان می‌دهد.
مردم آناتولی با دیگر مردم مدیترانه‌ای تفاوت چندانی ندارند و این موضوع اثبات می‌کند که اگرچه ترکان آسیایی در اثر تهاجم خود تأثیر عمدهٔ فرهنگی گذاشتند (زبان و مذهب) اما تأثیر ژنتیکی به میزان ناچیزی مشاهده شده است. این مطالعات همین‌طور نشان می‌دهند که مردم آناتولی کمترین نسبت مهاجمی را در زمان تهاجم ترکان داشتند و بر مبنای این تحقیقات از نظر ژنی، مردم آناتولی بیشتر با مردم بالکان نزدیکی دارند تا ترکان آسیای مرکزی. در نتیجه اجزای عمدهٔ دی‌ان‌ای مردم آناتولی با مردم اروپایی و خاورنزدیک مشابهت دارند و تنها مقدار کمی از تک‌گروه‌ها با آسیای مرکزی و شرق آسیا مشابه است که نشان از تغییر زبان و عدم تغییر ژنتیک مردم این منطقه دارد.

## ترک‌سازی مردم ترکیه
ترک‌سازی مردم ترکیه از روز نخست جمهوری با کارزار «شهروندان ترکی حرف می‌زنند» آغاز شد. این کارزار در نظر داشت تا ترکی را به تنها زبان آموزشی و فرهنگی تبدیل کند. در سال ۱۹۳۴ میلادی قانون دیگری با عنوان «قانون نام و فامیلی» به تصویب رسید که از همهٔ مردم می‌خواست تا نام‌های خود را با نام‌های تُرکیده شده جایگزین کنند.

## رواج زبان ترکی در آذربایجان
فاروق سومر مورخ ترک، سه دوره ترکی شدن در آذربایجان را برمی‌شمارد: دوره سلجوقی، دوره مغول و دوره پس از مغول (دوران قراقویونلو، آق قویونلو و صفویه). طوایف ترک غُز در دو دوره اول در نواحی غربی (آناتولی) و نواحی شمالی (استپ‌های اران و مغان) سکنی گزیدند یا به اجبار مستقر شدند. در سده یازدهم میلادی مهاجرت ترک‌های غُز به ایران و خاور نزدیک آغاز شده بود، که توسط روسای قبیله قنق، طغرل بیک و چغری بیگ، نوه‌های سلجوق انجام شد. ترک‌های مهاجر به مرور زمان دولت سلجوقیان را در ایران برپا کردند. اولین مرحله ترک شدن در آذربایجان از قرن یازدهم میلادی در شمال (به جز شروان که تحت حکومت شروانشاهان بودند) و در قرن دوازدهم در نواحی جنوبی آذربایجان آغاز شد. در دوره ایلخانان مغول، قبیله‌های ترک به آذربایجان سرازیر شدند. در این دوره، مغولان آذربایجان را تختگاه خود ساخته و بر مردم بومی تبعیض قائل می‌شدند. عمده سربازان مغولان را قبیله‌های ترک و مغول تأمین می‌کردند که این امر باعث تسهیل ورود آنان توسط ایلخانان به این منطقه شد. دیگر علت آمدن قبایل ترک به آذربایجان، فراوانی چراگاه‌ها و مراتع و شرایط مناسب و مساعد برای پرورش دام در این منطقه بود. پس از مهاجرت تعداد قابل توجهی از قبیله‌های ترک و مغول و استقرار آنان در آذربایجان، زبانهای ایرانی آذری و تاتی در این منطقه به مرور کمرنگ تر گردید و زبان ترکی که درمیان لشکریان و سربازان خان‌ها و سربازان حکام بکار می‌رفت، در این منطقه رواج یافت. با این حال هنگامی که باکو در جنگ ایران و روسیه در سال‌های ۱۳–۱۸۰۴ میلادی توسط قوای روس اشغال شد، تقریباً کل جمعیت حدود ۸۰۰۰ نفری آن را تات‌ها تشکیل می‌دادند.

## ترک‌سازی آریایی‌های سین کیانگ
در منطقهٔ تاریخی که امروزه سین کیانگ نامیده می‌شود و شامل مناطق متمایز حوضهٔ تاریم و جونغارستان است، تخارهای هندواروپایی و مردمان سکایی ایرانی‌تبار سکونت داشتند و پیرو دین بودایی بودند. این منطقه در اثر هجوم اقوام ترک‌نژاد تحت ترکی‌سازی و اسلامی‌سازی قرار گرفت. برخی ملی‌گرایان اویغور ادعا می‌کنند که اویغورها شش هزار سال پیش بروز کرده‌اند در حالی که دیگران پذیرفته‌اند که بیشتر نظریه‌های اخیر نشان می‌دهند که آن‌ها از مردم شیونگ نو به وجود آمده‌اند. اسلامی سازی در سین کیانگ در اوایل سدهٔ دهم میلادی آغاز شد ولی تا سدهٔ هفدهم میلادی تکمیل نشد. فشار برای ایجاد یک دولت مستقل که امروزه با نام ترکستان شرقی شناخته می‌شود در سدهٔ نوزدهم آغاز شد و تا امروز ادامه دارد.
اسناد و مدارک تاریخی نشان می‌دهد که منطقهٔ سین کیانگ پیش از سکونت مهاجران مغول و اقوام ترک، سرزمینی ایرانی‌تبار بوده که اقوام و قبیله‌های ایرانی مانند سکاها و سغدها با گویش‌ها و زبان‌های شرقی ایرانی (زبان‌های ایرانی شرقی) در آن زندگی می‌کردند. در کتاب‌های تاریخی از حضور گروه‌هایی از اقوام آریایی در منطقهٔ سین کیانگ نام برده شده است. برخی از آنان حکومت محلی نیز داشتند که رواج زبان سغدی از نشانه‌های پایدار فرهنگ ایرانی قدیم در این سرزمین به‌شمار می‌آید. همچنین گذر جادهٔ ابریشم از این منطقه سبب‌شده نژادهای گوناگون با فرهنگ‌های مختلف در آن ساکن شوند و هم‌زیستی مسالمت‌آمیزی داشته باشند که تجمع فرهنگ‌های متنوع آسیایی بر غنای فرهنگی آن افزوده است و در این میان زبان و فرهنگ ایرانی به دلیل پیشینهٔ طولانی و توسعهٔ خود حرف اول را می‌زده است. در سال ۸۴۰ میلادی به دلیل قحطی و خشکسالی و بحران اجتماعی در مغولستان، بسیاری از مغول‌ها به سین کیانگ مهاجرت کردند. از اختلاط مهاجران و سایر اقوام ترک با ساکنان بومی یعنی سکاها و آریایی‌ها نژاد جدیدی به وجود آمد که بعدها به اویغورها معروف شدند. در اثر افزایش تعداد مهاجران، جمعیت قبایل آریایی و ایرانی که به زبان‌های شرقی ایرانی صحبت می‌کردند، کاهش یافت و به تدریج در جمعیت غالب، دچار همگون‌سازی فرهنگی شدند.
در اثر افزایش تعداد مهاجران، جمعیت قبایل آریایی و ایرانی رو به کاهش گذاشت و کم‌کم در جمعیت غالب ذوب شدند، در سدهٔ نهم (۸۴۰ میلادی) به علت بروز قحطی و خشکسالی و بحران اجتماعی در فلات مغولستان، تعداد زیادی از مغول‌ها از محل سکونت خود مهاجرت و به سرزمین سین‌کیانگ وارد شدند که از اختلاط مهاجران و سایر اقوام ترک با ساکنان بومی (سکاها- آریائی‌ها) نژاد جدیدی به وجود آمد که بعدها به اویغورها معروف شدند.

## نظریه پان‌ترکیسم وامبری

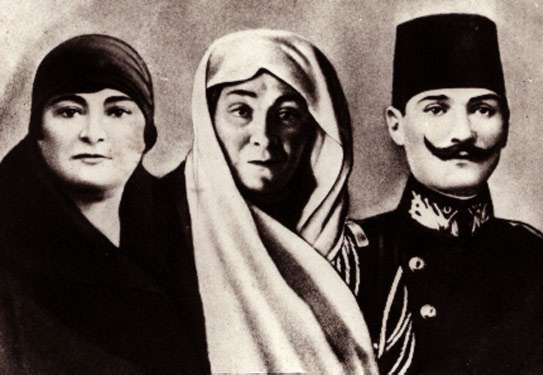
چهره‌هایی از ترک‌زبان‌های آناتولی: مصطفی کمال آتاترک (آتاترک) به همراه مادر و خواهر. ترک‌زبان‌های آناتولی از نژادهایی آمیخته هستند.

بسیاری از اقوام ترک‌زبان، زبان ترکی را بر اثر ارتباط و آمیزش با ترک زبانان اخذ کرده‌اند، از این رو اصطلاحاتی چون «خلق‌های ترک» و «ترکان» به مفهوم قوم ترک نیستند و نام ترک نیز اغلب جنبهٔ زبانی دارد. از میان اقوامی که امروزه ترک نام گرفته‌اند بسیاری از اقوام نام‌برده در زیر در تاریخ قدیم هیچ‌گاه خود و قوم خود را ترک نمی‌نامیدند. در مورد بخشی از این اقوام تنها پس از وارد شدن نظریه پان‌ترکیسم توسط آرمینیوس وامبری یهودی و فرستاده پنهانی وزارت خارجهٔ بریتانیا به منطقه این نام رفته‌رفته برای این اقوام نیز رواج یافت. بر این اساس اقوامی که خود را ترک نمی‌نامند عبارتند از:
1. باشقیرها
2. تاتارها (ولگا، کریمه، دوبروجا)
3. ناگایباک‌ها
4. نوقایی‌ها
5. کاراییم‌ها
6. کاراچایی-بالکاری‌ها
7. کومیک‌ها
8. کریمچاک‌ها
9. آلتایی‌ها
10. گاگائوزها
11. اورومچی‌ها
12. تووان‌ها
13. توفاها
14. شورها
15. خاکاس‌ها
16. تاتارهای چولیم
17. سالارها
18. چوواش‌ها
19. یاکوت‌ها
20. دولگان‌ها